# Anthrenus sogdianus
Anthrenus sogdianus es una especie de escarabajo de piel del género Anthrenus, categorizada en la tribu Anthrenini, de la subfamilia Megatominae.

## Distribución
Se distribuye por Asia: Kirguistán y Tayikistán.

## Taxonomía
Fue descrita por Zhantiev en 1976.